# Family Viewing
Pour plus de détails, voir Fiche technique et Distribution.
Family Viewing est un film canadien réalisé par Atom Egoyan, sorti en 1987. 
Le film est présenté au Festival international du film de Toronto 1987 où il remporte le prix du meilleur film canadien.

## Synopsis
Stan, le père de Van, est passionné par la vidéo et filme la vie de famille. Armen, la grand-mère de Van, est à la maison de retraite où elle passe ses journées à regarder la télévision. Van va souvent la voir, il y rencontre Aline.

## Fiche technique
- Titre français : Family Viewing
- Réalisation : Atom Egoyan
- Scénario : Atom Egoyan
- Musique : Mychael Danna
- Pays d'origine : Canada
- Format : Couleurs - 35 mm - 1,37:1 - Mono
- Genre : drame
- Durée : 86 minutes
- Date de sortie : 1987

## Distribution
- David Hemblen : Stan
- Aidan Tierney : Van
- Gabrielle Rose : Sandra
- Arsinée Khanjian : Aline
- Selma Keklikian : Armen
- Jeanne Sabourin : la mère d'Aline
- Rose Sarkisyan : la mère de Van

## Récompenses et distinctions
- 1987 : Meilleur film canadien du Festival de Toronto